# Ornithuroscincus sabini
Ornithuroscincus sabini — вид сцинкоподібних ящірок родини сцинкових (Scincidae). Ендемік Папуа Нової Гвінеї. Описаний у 2020 році.

## Поширення і екологія
Ornithuroscincus sabini відомі з типової місцевості, розташованої на північних схилах гори Сімпсон в провінції Мілн-Бей, на висоті 2480 м над рівнем моря.